# Meteorologiåret 1863

## Händelser

### Juni
- 18 juni - Trots årstiden rasar en 18 timmar lång snöstorm i Saint John's i Newfoundland och snö drabbar gatorna.[1]
- 30 juni – Torka råder i Minnesota, USA medan Mississippifloden står på sin lägsta nivå någonsin.[2]

### Juli
- 12 juli – Köldvåg med frost i Twin Cities härjar i Minnesota, USA.[3]

### Augusti
- 7 augusti – Tornado härjar i Minnesota, USA.[4]
- 29 augusti – Frost i Minnesota, USA förstör vinodlingar och säd.[4]

### Okänt datum
- En stor översvämning vid Androscogginfloden i USA förstör bron i East Turner, Maine.[5]